# Eva Buchmann
Eva Buchmann (* 1982 in Hulst, Niederlande) ist eine belgische Jazzsängerin und -komponistin.

## Werdegang
Buchmann studierte ab 2003 am Königlichen Konservatorium Antwerpen Jazz-Gesang; dabei absolvierte sie ein Auslandsjahr am Jazz-Institut Berlin, um 2008 ihr Masterstudium abzuschließen. Dann vervollkommnete sie ihre Stimmausbildung am Complete Vocal Institute in Kopenhagen. Während ihres Studiums hatte sie die Gelegenheit, mit der von Peter Herbolzheimer geleiteten European Yamaha Big Band zu arbeiten; auch trat sie mit Pierre Van Dormaels A-cappella-Projekt Connected to Hope auf.
2020 erschien mit ihrer Gruppe Gumbo das Album Freshly Seasoned bei Laika Records. Gemeinsam mit der Schweizer Vibraphonistin Sonja Huber bildete sie das Duo Lottchen, das bisher drei Alben veröffentlichte. Mit den Sängerinnen Iris Berardocco und Sara Raes sowie Rhythmusgruppe gründete sie die Swingband The Jacquelines; deren Album Gee Oh Gee brachte Sony 2013 auf den Markt. Mit ihren Bands führt sie Standards und eigene Stücke auf. Weiter arbeitete sie mit der Jack Million Bigband, dem Septett von Riaz Khabirpour und Heiko Bidmons Ballroom Club. Für den Kurzfilm Spaghetti (2016) verfasste sie die Musik.